# 도자키촌 (나가사키현)
도자키촌(堂崎村)은 나가사키현 미나미타카키군에 있던 촌이다. 현재의 미나미시마바라시에 해당한다.

## 지리
시마바라 반도의 남동부에 위치한다.

## 역사
- 1889년 4월 1일 - 정촌제 시행에 의해 미나미타카키군 도자키촌이 성립하였다.
- 1956년 9월 30일 - 구 아리에정과 합병해 새로운 아리에정이 성립하여, 도자키촌은 소멸하였다.

## 참고문헌
- 角川日本地名大辞典 42 長崎県
- 『市町村名変遷辞典』東京堂出版、1990年。
- 長崎県南高来郡町村要覧．下編「堂崎村」（1893年）国立国会図書館デジタルコレクション